# Equitazione ai Giochi della IX Olimpiade - Dressage a squadre
La competizione del dressage a squadre di equitazione dai Giochi della IX Olimpiade si è svolta nei giorni 10 e 11 agosto al Sports Park di Hilversum

## Classifica finale
Tre concorrenti per nazione, sono validi i risultati ottenuti nella gara individuale.
| Pos.    | Nazione        | Binomio             | Binomio           | Risultato Individuale | Risultato Totale |
| Pos.    | Nazione        | Cavaliere           | Cavallo           | Risultato Individuale | Risultato Totale |
| ------- | -------------- | ------------------- | ----------------- | --------------------- | ---------------- |
| Oro     | Germania       | Carl von Langen     | Draufgänger       | 237,42                | 669,72           |
| Oro     | Germania       | Hermann Linkenbach  | Gimpel            | 224,26                | 669,72           |
| Oro     | Germania       | Eugen von Lotzbeck  | Draufgänger       | 208,04                | 669,72           |
| Argento | Svezia         | Ragnar Olson        | Gunstling         | 229,78                | 650,86           |
| Argento | Svezia         | Janne Lundblad      | Blackmar          | 226,70                | 650,86           |
| Argento | Svezia         | Carl Bonde          | Ingo              | 194,38                | 650,86           |
| Bronzo  | Paesi Bassi    | Jan van Reede       | Hans              | 220,70                | 643,32           |
| Bronzo  | Paesi Bassi    | Pierre Versteegh    | His Excellence II | 216,80                | 643,32           |
| Bronzo  | Paesi Bassi    | Gerard le Heux      | Valérine          | 205,82                | 643,32           |
| 4       | Francia        | Charles Marion      | Linon             | 231,00                | 642,18           |
| 4       | Francia        | Robert Wallon       | Clough-banck      | 224,08                | 642,18           |
| 4       | Francia        | Pierre Danloux      | Rempart           | 187,10                | 642,18           |
| 5       | Cecoslovacchia | Emanuel Thiel       | Loki              | 225,96                | 639,94           |
| 5       | Cecoslovacchia | Otto Schöniger      | Ex                | 212,28                | 639,94           |
| 5       | Cecoslovacchia | Jaroslav Hanf       | Elegán            | 201,70                | 639,94           |
| 6       | Austria        | Arthur von Pongracz | Turridu           | 204,28                | 600,40           |
| 6       | Austria        | Wilhelm Jaich       | Graf              | 204,16                | 600,40           |
| 6       | Austria        | Gustav Grachegg     | Daniel            | 191,96                | 600,40           |
| 7       | Svizzera       | Adolphe Mercier     | Queen-Mary        | 203,34                | 569,08           |
| 7       | Svizzera       | Otto Frank          | Solon             | 190,62                | 569,08           |
| 7       | Svizzera       | Werner Stuber       | Ulhard            | 175,12                | 569,08           |
| 8       | Belgio         | Oswald Lints        | Rira-t-elle       | 185,86                | 499,70           |
| 8       | Belgio         | Henri Laame         | Belga             | 167,70                | 499,70           |
| 8       | Belgio         | Roger Delrue        | Dreypuss          | 146,14                | 499,70           |